# Glossadelphus hermaphroditus
Glossadelphus hermaphroditus är en bladmossart som beskrevs av Fleischer 1923. Glossadelphus hermaphroditus ingår i släktet Glossadelphus och familjen Hypnaceae. Inga underarter finns listade i Catalogue of Life.